# Diocesi di Ijebu-Ode
La diocesi di Ijebu-Ode (in latino Dioecesis Ijebuodensis) è una sede della Chiesa cattolica in Nigeria suffraganea dell'arcidiocesi di Lagos. Nel 2021 contava 81.654 battezzati su 2.121.004 abitanti. È retta dal vescovo Francis Obafemi Adesina.

## Territorio
La diocesi comprende la parte centro-orientale dello Stato nigeriano di Ogun.
Sede vescovile è la città di Ijebu Ode, dove si trova la cattedrale di San Sebastiano.
Il territorio è suddiviso in 40 parrocchie.

## Storia
La diocesi è stata eretta il 29 maggio 1969 con la bolla Ecclesiarum omnium di papa Paolo VI, ricavandone il territorio dall'arcidiocesi di Lagos.

## Cronotassi dei vescovi
Si omettono i periodi di sede vacante non superiori ai 2 anni o non storicamente accertati.
- Anthony Saliu Sanusi † (29 maggio 1969 - 14 agosto 1990 ritirato)
- Albert Ayinde Fasina † (14 agosto 1990 succeduto - 17 gennaio 2019 ritirato)
- Francis Obafemi Adesina, dal 17 gennaio 2019

## Statistiche
La diocesi nel 2021 su una popolazione di 2.121.004 persone contava 81.654 battezzati, corrispondenti al 3,8% del totale.
| anno | popolazione | popolazione | popolazione | presbiteri | presbiteri | presbiteri | presbiteri                | diaconi | religiosi | religiosi | parrocchie |
| anno | battezzati  | totale      | %           | numero     | secolari   | regolari   | battezzati per presbitero | diaconi | uomini    | donne     | parrocchie |
| ---- | ----------- | ----------- | ----------- | ---------- | ---------- | ---------- | ------------------------- | ------- | --------- | --------- | ---------- |
| 1970 | 20.050      | 600.000     | 3,3         | 11         | 3          | 8          | 1.822                     |         | 8         | 9         |            |
| 1980 | 13.975      | 907.000     | 1,5         | 18         | 4          | 14         | 776                       |         | 28        | 9         | 7          |
| 1988 | 32.000      | 1.121.000   | 2,9         | 19         | 6          | 13         | 1.684                     |         | 18        | 8         | 11         |
| 1999 | 55.042      | 1.740.511   | 3,2         | 38         | 11         | 27         | 1.448                     |         | 28        | 26        | 16         |
| 2000 | 56.718      | 1.789.245   | 3,2         | 44         | 17         | 27         | 1.289                     |         | 29        | 29        | 18         |
| 2001 | 58.394      | 1.837.977   | 3,2         | 48         | 21         | 27         | 1.216                     |         | 67        | 34        | 19         |
| 2002 | 60.730      | 2.111.497   | 2,9         | 65         | 25         | 40         | 934                       |         | 75        | 47        | 19         |
| 2003 | 59.108      | 2.639.371   | 2,2         | 65         | 29         | 36         | 909                       |         | 61        | 48        | 20         |
| 2004 | 67.383      | 2.290.344   | 2,9         | 63         | 24         | 39         | 1.069                     |         | 61        | 50        | 22         |
| 2006 | 63.400      | 3.284.000   | 1,9         | 54         | 28         | 26         | 1.174                     |         | 60        | 56        | 23         |
| 2013 | 72.030      | 1.625.566   | 4,4         | 81         | 52         | 29         | 889                       |         | 70        | 72        | 26         |
| 2016 | 75.886      | 1.966.935   | 3,9         | 93         | 55         | 38         | 815                       |         | 72        | 55        | 32         |
| 2019 | 80.058      | 2.079.211   | 3,9         | 96         | 54         | 42         | 833                       |         | 104       | 81        | 38         |
| 2021 | 81.654      | 2.121.004   | 3,8         | 84         | 47         | 37         | 972                       |         | 82        | 88        | 40         |